# Перуанская либра

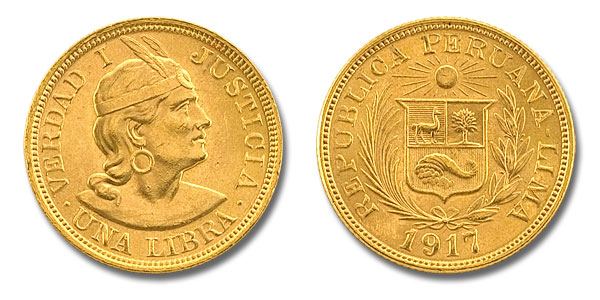
Перуанская либра 1917 года.

Перуанская либра (исп. Libra peruana) — перуанская денежная единица в период с 1898 года по 1931. Находилась в обращении параллельно с солем и сентаво. В обращении находились золотые монеты, а также банкноты с номиналом в либрах. По золотому содержанию либра соответствовала британскому соверену (фунту стерлингов), в переводе с испанского либра означает фунт. Введение этой единицы было обусловлено стремлением правительства приравнять перуанскую валюту к золотому стандарту.
Первые монеты в либрах были отчеканены в 1898 году и имели золотое содержание в 113 гранов как и у соверена. В 1901 году был введён стандарт по которому 10 серебряных солей равнялись одной либре. Золотой стандарт просуществовал в Перу до 1932 года. Монеты чеканились до 1930 года и чеканились в трёх номиналах, с 1898 по 1930 чеканились монеты в 1 либру, с 1902 по 1913 пол либры, с 1905 по 1939 1⁄5 либры.
Банкноты выпускались до 1933 года и имели номинал ½, 1, 5 и 10 либр.
Символы денежной единицы — £ и Lp.